# Масло берсі
Масло берсі (бьор берсі, фр. beurre bercy) — кулінарний продукт французької кухні, масляна суміш з цибулею шалот. Застосовується в якості гарніру до м'ясних страв, у тому числі антрекота або телячої печінки грильє.
За рецептом Оґюста Ескоф'є, тонко нарізану цибулю-шалот пасерують у білому вині, поки її обсяг не зменшиться вдвічі. Потім в остиглу цибулю додають розм'якшене вершкове масло, бланшований окропом нарізаний кубиками кістковий мозок і рубану зелень петрушки й приправляють сіллю, перцем та лимонним соком.